# O chamado da tribo: Grande pensadores para o nosso tempo
La llamada de la tribu (O chamado da tribo, no Brasil e em Portugal) é um livro de não-ficção escrito pelo peruano e  prêmio nobel de literatura Mario Vargas Llosa, cuja primeira edição fora lançada em 2018. O livro busca expor o pensamento e um pouco da biografia de sete pensadores que forneceram alguma contribuição para o liberalismo (no âmbito político, social, cultural, moral e/ou econômico) e que mais foram responsáveis pela adoção do pensamento liberal por parte do autor, outrora um seguidor do marxismo. São, nessa ordem, as personalidades analisadas: Adam Smith, José Ortega y Gasset, Friedrich Hayek, Karl Popper, Raymond Aron, Isaiah Berlin e Jean-François Revel.
No prefácio do livro, Vargas Llosa escreve: "Não parece, mas trata-se de um livro autobiográfico. Descreve a minha própria história intelectual e política, o percurso que foi me levando, da minha juventude impregnada de marxismo e existencialismo sartriano, ao liberalismo da minha maturidade...". A explicação do pensamento e vida dos intelectuais aos quais o livro dedica-se a explorar é acompanhada pelas visões de mundo e inclinações pessoais do autor, muitas vezes expressando genuína admiração e consideração, mas sem deixar de lado a objetividade da exposição de ideias e fatos retratados, assim como eventuais condenações de certas ações e posições dos pensadores (é lançado luz crítica quanto a relativização que Hayek fazia à ditadura chilena de Pinochet, ou quanto a sustentação que Popper fazia de um sistema corporativo regulatório ao qual a televisão deveria compulsoriamente submeter-se, ideia a qual Vargas Llosa conclama como contrária aos postulados liberais, antiestatistas e anticontrolistas aos quais o filósofo austríaco defendia).  
A riqueza do texto é também ampliada pela descrição de encontros presenciais que o autor teve com alguns dos pensadores citados, tal como o encontro com outras personalidades de peso aos assuntos tratados no livro, tais como Margaret Thatcher e Ronald Reagan.

### Adam Smith(1723 - 1790)
Figura central do Iluminismo, Adam Smith foi um dos primeiros a perceber uma certa lógica no capitalismo, e defender que tal sistema, nascido de um processo espontâneo, era crucial para o avanço e progresso na sociedade, visto que usufrui da liberdade e da própria vontade das pessoas que, visando interesses próprios, vendiam, consumiam e desenvolviam novos produtos, contribuindo assim para a divisão de trabalho e distribuição eficiente de recursos (através da lógica de livre acordo entre as partes). Portanto, Smith conjecturou que interesses particulares servem ao bem comum, mesmo que de forma despercebida (daí, o conceito da mão invisível, cuja alcunha foi descrita por Smith no seu livro "A Teoria dos sentimentos morais"). 
Assim, o escocês argumenta que a liberdade econômica é impulsionadora de todas as outras, ao passo que, mesmo de forma implícita, opōem-se a escravidão, na medida que é um tipo de trabalho que não oferece nenhum incentivo para permanecer trabalhando, e também combate o nacionalismo e a xenofobia, na medida que um comerciante deveria privilegiar a eficiência e o lucro acima da origem de um certo tipo de trabalhador, serviço ou produto. Também não deixa de demonstrar pragmatismo em suas ideias, ao, por exemplo, defender alguns tipos de taxações e proibições pontuais para evitar resultados indesejados que não podem ser regulados pela lógica interna do capitalismo, assim como defende que o Estado é responsável por garantir algum nível básico de educação para todas as pessoas (em especial as mais pobres, com menos condições de bancá-la), maximizando assim a taxa de indivíduos com oportunidades para poder desenvolver seus talentos e poder contribuir à sociedade.

### José Ortega y Gasset(1883 - 1955)
Talvez o mais importante filósofo espanhol do século XX, Ortega y Gasset era um ferrenho crítico do nacionalismo e defensor do internacionalismo (tanto que foi um precoce defensor da formação de uma comunidade europeia íntegra, bastante semelhante a futura União Europeia). Tinha forte convicção de que a cultura verídica é um patrimônio universal, independente de onde foi formada, e não é pertencente a religião, país ou qualquer tipo específico de grupo ao qual seu(s) idealizador(es) identifica(m)-se. Tal pensamento aberto e tolerante foi em parte o responsável pelas ofensas e ataques que sofreu durante a ditadura de Franco. 
Seu conceito mais popular foi o" homem-massa". Tal denominação, formulada no livro  "A Rebelião das Massas", refere-se ao sujeito típico consumidor da cultura coletivistas, abrindo mão de sua individualidade e livre pensamento em prol de um comportamento que o faz pertencer ao grupo (ou "parte da tribo"), formando muitas vezes ideias fixas sobre assuntos que não conhece muito bem, mas que estão "na moda". A atenção e consumo excessivo de notícias sensacionalistas sobre política, vida pessoal de celebridades ou tendências estéticas e artísticas são expressões desse fenômeno, tal como a vulgarização das artes e de produtos culturais visando atender os interesses das massas (tal crítica pode ser, em alguns meios, considerada elitista) . Ortega também relaciona o crescimento do fascismo e comunismo como "regressões substanciais" do indivíduo em homem-massa, sendo a veneração (muitas vezes cega e deliberada) de figuras como Hitler, Mussolini e Stalin, conclamados como representadores supremos de suas respectivas ideologias, nítidas expressões da abdicação do individualismo em torno de um pensamento coletivista e totalitário.

### Friedrich August Von Hayek(1899 - 1992)
Nobel de Economia de 1974 e um dos maiores representantes da Escola Austríaca, Hayek foi um dos mais ferrenhos críticos do socialismo e um dos maiores defensores do livre mercado no século XX. Suas ideias serviram como base para o neoliberalismo e inspiraram muitos de seus seguidores (a própria Margaret Thatcher declarou que o Magnum Opus de Hayek, "O caminho da servidão", foi o livro que mais marcou-a politicamente). 
Hayek defendia a tese de que o planejamento central de um sistema econômico levava inevitavelmente a uma ditadura, visto que impedia que indivíduos pudessem consumir na sociedade a sua própria escolha, e, como nenhum tipo de governo detêm as informações sobre as necessidades de cada agente na sociedade, este deveria decidir pelo indivíduo sobre o que seria necessário ou não. Isso não significa que todo o planejamento é maléfico, visto que, como conclama Hayek, tal não só é bem vindo como é necessário quando cria condições para que a concorrência no capitalismo possa ocorrer dentro da legalidade (evitando trabalho infantil por exemplo) ou impeça ações que gerem benefícios a curto prazo às custas de prejuízos ao bem-estar social a longo prazo (tal como o desmatamento de áreas ecológicas ou a poluição atmosférica), e admite que um sistema eficiente de concorrência necessita de uma estrutura legal que limite-o, desde que não busque substituir-lho. 
Além, Hayek destacou-se por defender a tese de que o nazi-fascismo e o comunismo, durante uma época onde as ideologias estavam à tona e pareciam antagônicas entre sí, tinham um aspecto fundamental em comum: ambas buscam dirigir a sociedade para um fim específico. Nisso, Hayek argumenta, tais são fundamentalmente antidemocráticas, pois um governo convicto em alcançar esse fim desejado (seja este uma sociedade igualitária sem classes ou um estado ultra corporativista e eugenista), deve cortar todas as trajetórias pelo qual a sociedade poderia desviar-se de tal fim, e isso implica em silenciar aqueles que opõem-se ao sistema, muitas vezes ao rotulá-los em categorias odiosas e anular seus argumentos (através de discursos tal como "Fulano é um judeu, portanto suas ideias são mera expressões de uma raça inferior barrando a ascensão da raça ariana" ou  "Fulano é um burguês ou simpatizante da burguesia, portanto suas ideias são mera tentativa de defender os privilégios de um grupo historicamente opressor"), nisso, acaba-se com uma das mais importantes características da democracia: a coexistência de pontos de vista distintos (mesmo antípodas) e o o fato de qualquer tese poder ser contestada.

### Sir Karl Popper(1902 - 1994)
Talvez o mais influente filósofo da ciência do século XX, Sir Karl Popper era um liberal convicto e ferrenho opositor do marxismo pela adoção do determinismo histórico. Segundo descreve em "A lógica da pesquisa científica", uma teoria sobre certo fenômeno só pode ser considerada científica se for refutável, i.e, permite que algum de seus resultados formulados por suas hipóteses possa ser colocada em um experimento e, assim, poder ser falseado, e caso não o seja, a teoria ganha um grau de confiabilidade. Nessas bases, Popper conclama que teses como a psicanálise freudiana, a astrologia e o materialismo histórico marxista não podem ser consideradas científicas, apesar de muitas vezes venderem-se como tais. 
Atrelado a essas noções, Popper também defende que a própria sociedade deveria seguir um caminho de mudanças lentas e graduais (termo que cunhou de "the piecemeal engineering", ou "a engenharia por partes"), permitindo que medidas adotadas possam ser revertidas, e assim que os erros possam ser concertados e revisados, pois os acertos confundem-se com tais. Utilizou desse pensamento para defender as liberdades civis e religiosas, no sentido de poderem fornecer importantes valores e ensinamentos, porém também defendia que, em nome de tal tolerância, deveria-se proibir expressões que ataquem a vivência ou direitos de terceiros (tal é o chamado "Paradoxo da tolerância", descrito em " A Sociedade Aberta e seus Inimigos").

### Raymond Aron(1905-1983)
Amigo de faculdade de Jean-Paul Sartre, o sociólogo francês Raymond Aron foi um dos mais célebres pensadores de sua época, em especial por manter uma incomum moderação quanto aos assuntos que tratava, em contraposição ao clima intelectual pós-modernista na França da década de 1960. Como Vargas Llosa descreve: "Era um intelectual de desapaixonado, de inteligência penetrante, mas sem brilho, de prosa clara e fria, capaz de refletir serenamente sobre os temas mais candentes e comentar a atualidade com que dissertava em sua cátedra da Sorbonne sobre a sociedade industrial ou os seus mestre Montesquieu e Tocqueville."
Em seu livro "O ópio dos intelectuais", de 1955, Aron descreve a ideologia marxista como uma espécie de "religião secular", vendendo dogmas sobre a natureza humana como sendo fundamentalmente lutas de classe, e os comunistas como sendo a representação do bem supremo contra o mal (burguesia), visto que buscam desintegrar a diferença de classes, assim como é costumeiramente vendido a ideia de que luta por uma sociedade comunista igualitária é um paraíso que deve ser buscado independente de sacrifícios, excessos e abusos em seu nome. Aron também aponta que pensamentos desse tipo são costumeiramente adotados por boa parte da direita, com suas crenças cegas na eficiência do capitalismo irrestrito sendo análogas aos dogmas do marxismo, tanto que já chegou a rotular a Escola Austríaca como uma espécie de marxismo invertido.
Aron foi um incisivo crítico das revoltas estudantis de 1968, onde os slogans de libertação de padrões sociais vigentes e reformas políticas escondiam um processo carregado de delírio e controlado por grupos extremistas (tal como fidelista e maoistas, ainda que fossem minoritários) e que conspirava contra a excelência que cursos universitários deveriam almejar, devendo buscar, por exemplo, um controle maior na admissão de estudantes, pois a massificação dos centros acadêmicos ataca o rigor nas avaliações necessárias para que os estudantes formem-se profissionais de destaque e bem capacitados em suas respectivas áreas. Também apontou para a falsidade nas afirmações que tal evento era democrático, visto que as assembleias e plenárias onde as votações eram realizadas eram comumente hostis às pessoas que pensavam de forma distinta à dos organizadores, e portanto só se sentiam à vontade aqueles que estavam de certa forma de acordo com o pensamento dos representantes, ao menos em termos gerais.  

### Sir Isaiah Berlin(1909-1997)
Célebre filósofo social e conhecido autor de "O ouriço e a Raposa", Isaiah Berlin nasceu em Riga, capital da Letônia, em uma família judaica, e quando criança experienciou os acontecimentos da Revolução Russa. Lá, o fato de ter presenciado as cenas de violência e discursos radicalizados em nome dos ideais da revolução, tal como o antissemitismo que ele e sua família sofreram marcaram duas convicções que Berlin adotou a vida inteira: seu anticomunismo e sionismo.
Uma de suas ideias mais célebres foram as "verdades contraditórias", onde é defendido que ideais tal como justiça, paz, liberdade e prazer são, em certos nível, irreconciliáveis, i.e, a aplicação de uma regula a outra, de maneira que tais ideais não podem coexistir em sua plenitude. Reconhece que Maquiavel já notara isso, ao perceber que os mecanismos de poder eram incompatíveis com certos princípios da ética cristã, e que a atuação política de uma grande monarca teria de ir contra princípios da pureza, humildade e perdão típicos do cristianismo. Nisso, Berlin rejeita tentativas utópicas de gerenciamento da sociedade, e conclama que, como só podemos exercer certas virtudes às custas de outras, devemos, portanto, ser livres para poder escolher nossas virtudes, e conviver com o pluralismo de ideias e tolerância para com as escolhas de outros. 
Nessa linha, Berlin faz uma típica distinção entre dois sentidos da palavra liberdade: uma positiva, outra negativa. A negativa, costumeiramente defendida por liberais clássicos, libertários e anarquistas, tal como muitos dos pensadores citados nesse artigo, refere-se a "liberdade para...", e fundamenta-se na noção de que a melhor vida para um indivíduo ocorre quando este tem menos obstáculos para poder escolher como viver sua vida, onde tal não é coagido a pensar ou seguir as posições de terceiros, e onde seu comportamento não é regulado por uma autoridade externa, pois somente assim poderá exercer sua soberania como indivíduo, tal sendo a fonte do desenvolvimento artístico, intelectual e científico da que pode fornecer à sociedade. Por outro lado, há a liberdade positiva, normalmente defendida por pessoas com visão identitária, progressistas, marxistas e defensores da justiça social, que se refere a "liberdade de...", e fundamenta-se na noção de que nenhuma pessoa pode alcançar a plenitude de seus potenciais sem primeiramente ter as condições para desenvolvê-lo, e muitas vezes tais condições advêm de causas externas, alheias ao indivíduo, tal como sua condição financeira, país de origem e discriminação que sofre por ser de um determinado grupo étnico/religioso/social e etc. Por conta disso, deve-se adotar alguma forma de autoridade para incrementar a inclusão de mais grupos a camadas sociais relevantes e que assim, possam ter mais oportunidades para desenvolver-se.
Berlin aponta que as noções de liberdade como descritas acima são um típico caso de verdades contraditórias, e, por mais que fosse alguém mais voltado para a noção negativa, apontava para uma negociação entre as duas partes, visto que, ao mesmo que um defensor ferrenho da pluralidade e liberdade tal como descrito no segundo parágrafo dessa seção, também cunhara a frase "Liberdade para os lobos normalmente é morte para as ovelhas".

### Jean-François Revel(1924-2006)
Satírico e convicto jornalista social-democrata francês, Jean-François Revel foi um crítico, tal como Raymond Aron, da massificação e retórica cada vez mais presentes no discurso intelectual francês na segunda metade do século XX, que tinham muito mais o efeito de engajar pessoas (em especial jovens) em suas lutas políticas do que em fazê-las refletir por si sobre temas importantes. Apesar de um crítico da semiótica em Roland Barthes e do desconstrucionismo em Jacques Derrida, Revel elogiou alguns dos desenvolvimentos intelectuais da época, tal como o existencialismo em Sartre, considerando seu livro "O ser e o nada" como uma profunda fonte de reflexão. 
Apontava que um dos grandes defeitos dos defensores da justiça e progresso social de seu tempo era sua relutância em criticar ditaduras, em especial as de esquerda, pois os discursos nessas iam, na teoria, em direção de ideias ligadas ao progresso social. Tal atitude desmoralizava os esforços em prol de uma genuína igualdade e justiça na sociedade, pois, ao ir contra as democracias, atacava-se o único tipo de sistema onde tais reformas são viáveis e defensáveis. Aponta que foram nas sociedades democráticas, e não nas socialistas, onde as reformas mais inclusivas, questionadoras de padrões vigentes e contra a censura foram realizadas (vide o movimento dos direitos civis dos negros nos Estados Unidos ou a revolução sexual), e é portanto esse o modelo de sociedade que deveria ser almejado pelos progressistas.
No livro "Como terminam as democracias", de 1984, Revel exprime, de forma bastante pessimista, que achava que os sistemas democráticos, responsáveis por criarem as melhores sociedades contemporâneas, estavam fadadas ao fracasso perante a ameaça dos regimes autoritários da época. Enquanto as ditaduras impediam o acesso á informação por parte da população, assim como suas críticas ao regime, e portanto poderiam seguir suas ações sem sofrer de problemas e transgressões internas, enquanto as democracias, justamente por permitirem a crítica e a informação, sofriam das autocríticas e da dificuldade de lidar com problemas relacionados a transições de governos ou impopularidade, que eram inexistente (ou quase) em seus rivais. Evidência disso, argumenta Revel, é a forte oposição demonstrada em passeatas em Washington e outras cidades democráticas contra o "imperialismo" das nações desenvolvidas ou os programas de armas nucleares, mas que não atingiam países como a URSS ou China, cujas intervenções em países africanos em prol da promoção do socialismo ou a manipulação das informações não enfrentavam resistência em seu meio. Contudo, se uma democracia, para evitar tais obstáculos, buscasse fortalecer seu poder interno para silenciar a oposição, a mesma estaria a obliterar justamente o que a torna preferível, e seu aspecto democrático estaria em cheque. Quanto ao profundo pessimismo e aparente impossibilidade de resolução dos problemas acima descritos, Vargas Llosa reflete: "Felizmente, não ocorreu assim. Por dois motivos que, creio, Revel não valorizou o suficiente. Primeiro: à superioridade econômica, científica e tecnológica das democracias ocidentais. (...) E o segundo: os fatores internos de desagregação do Império Soviético (...)".